# Hinsdale (Montana)
Hinsdale es un lugar designado por el censo ubicado en el  en el estado estadounidense de Montana. En el Censo de 2010 tenía una población de 217 habitantes y una densidad poblacional de 12,57 personas por km².

## Geografía
Según la Oficina del Censo de los Estados Unidos, Hinsdale tiene una superficie total de 17.26 km², de la cual 16.75 km² corresponden a tierra firme y (2.93%) 0.51 km² es agua.

## Demografía
Según el censo de 2010, había 217 personas residiendo en Hinsdale. La densidad de población era de 12,57 hab./km². De los 217 habitantes, Hinsdale estaba compuesto por el 96.31%% blancos, el 0%% eran afroamericanos, el 1.38%% eran amerindios, el 0%% eran asiáticos, el 0%% eran isleños del Pacífico, el 0%% eran de otras razas y el 2.3%% pertenecían a dos o más razas. Del total de la población el 0.92%% eran hispanos o latinos de cualquier raza.